# Francisco Dañobeitía
Francisco Dañobeitía (Santiago, 29 de enero de 1991) es un actor chileno.

## Biografía
Dañobeitía nació en Santiago. Su infancia la residió entre Viña del Mar y Concón. 
Estudió teatro en la Academia Club de Teatro de Fernando González Mardones. Egresó con la obra Noche de Reyes de William Shakespeare. También tiene estudios de canto en la academia de Gloria Simonetti y en el conservatorio de la Pontificia Universidad Católica de Chile.

## Carrera

### Actuación
Hizo su debut en televisión como Vicente Rodríguez en Valió la pena (2014), seguido de su papel como Felipe Briceño en Papá a la deriva. En 2017, Dañobeitia comenzó a desempeñar el papel del rebelde Diego Vial en la serie de TVN Wena profe. Hizo una audición para el papel a través de un casting. 
En 2017, se anunció que había sido elegido para interpretar a Cristóbal en La reina de Franklin. En la telenovela compartió set con Claudia Di Girolamo, actriz que admira desde su infancia. Su rol se involucraba sentimentalmente con el de la actriz Catalina Castelblanco. En 2018, Dañobeitía se unió al elenco de Amor a la Catalán, telenovela dirigida por Vicente Sabatini, interpretando a un joven homosexual de clase alta. Inicialmente Lux Pascal fue elegida para interpretar a Diego Catalán, pero Pascal abandonó el proyecto, siendo reemplazado por Dañobeitía. Por su papel, recibió una nominación en los Premios Caleuche al Mejor actor de soporte, y a su vez, recibió el Premio de Público.
En 2022 se unió al reparto de La ley de Baltazar.En 2023 es seleccionado para interpretar a Thiago Acevedo en Como la vida misma, un joven homosexual que llega a revolucionar la vida de Joselo, interpretado por Max Salgado y con quien forma la pareja de "Thiaselo". El mismo año protagoniza la obra "Cadáver de Dios" y es seleccionado para el personaje de Cliff en "Cabaret". 
En 2024 es seleccionado para personificar a Ignacio Echeñique en el remake de El señor de La Querencia y para la obra de teatro musical "Mamá está más chiquita". 

## Vida personal
Desde finales de septiembre de 2015, contrajo matrimonio con la actriz Fernanda Salazar, que finalizó a mediados de 2018 después de 3 años de matrimonio. Se divorciaron en abril de 2022, en común acuerdo. Ambos son padres de Gael Dañobeitía (n. 2016). En 2019 inició una relación con la también actriz Raquel Ortiz, con quien tuvo su segundo hijo, Ferrán Dañobeitía, nacido en 2022.

## Filmografía
| Año  | Título                          | Rol     | Director                    |
| ---- | ------------------------------- | ------- | --------------------------- |
| 2019 | El príncipe                     | Mauro   | Sebastián Muñoz             |
| 2020 | Un Domingo de Julio en Santiago | Domingo | Gopal Ibarra                |
| 2021 | Al mar                          | Vicente | Marco Núñez                 |
| 2022 | Run Over                        | Domingo | Gopal Ibarra y Visnu Ibarra |

## Televisión
| Año       | Título                   | Papel             | Ref.             |
| --------- | ------------------------ | ----------------- | ---------------- |
| 2014      | Valió la pena            | Vicente Rodríguez | Elenco principal |
| 2015      | Papá a la deriva         | Felipe Briceño    | Elenco principal |
| 2017–2018 | Wena profe               | Diego Vial        | Elenco principal |
| 2018–2019 | La reina de Franklin     | Cristóbal Ulloa   | Elenco principal |
| 2019      | Amor a la Catalán        | Diego Catalán     | Elenco principal |
| 2022–2023 | La ley de Baltazar       | Lucas Jarufe      | 137 episodios    |
| 2023–2024 | Como la vida misma       | Thiago Acevedo    | 273 episodios    |
| 2024      | El señor de La Querencia | Ignacio Echenique | Elenco principal |
| 2025      | El jardín de Olivia      | Joaquín Undurraga | Elenco principal |

| Año  | Programa             | Rol          | Nota                                                          |
| ---- | -------------------- | ------------ | ------------------------------------------------------------- |
| 2021 | The Covers           | Participante | Cuarto lugar.                                                 |
| 2023 | A la punta del cerro | Él mismo     | Programa donde famosos deben vivir la experiencia del campo.  |
| 2023 | De paseo             | Él mismo     | Programa donde recorren lugares de Chile.                     |
| 2023 | La divina comida     | Él mismo     | Programa culinario donde compiten por ser el mejor anfitrión. |
| 2024 | La Cabaña            | Él mismo     | Programa de convivencia. Participó junto a Sebastián Layseca. |

## Teatro
- 2014: El burlador de Sevilla
- 2014: Noche de Reyes
- 2015: Macbeth
- 2016: Sirena: Al ritmo del mar
- 2016: Romeo prisionero
- 2017: Romeo y Julián
- 2018: Condicional
- 2021: La pérgola en concierto
- 2022: Macbeth
- 2022: El violinista en el tejado
- 2023: Cadáver de Dios
- 2023: Casi Normales
- 2024: Cabaret
- 2024: Mamá está más chiquita
- 2025: Footloose

## Premios y nominaciones
| Año  | Festival        | Categoría                             | Obra               | Resultado |
| ---- | --------------- | ------------------------------------- | ------------------ | --------- |
| 2020 | Premio Caleuche | Mejor actor de soporte en teleseries  | Amor a la Catalán  | Nominado  |
| 2020 | Premio Caleuche | Premio del Público                    | Premio del Público | Ganador   |
| 2024 | Premio Carmen   | Mejor intérprete masculino de reparto | Casi Normales      | Ganador   |